# ピーター・アグレ

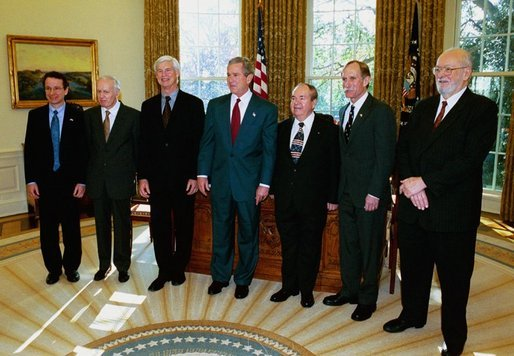
右から2番目の人物がピーター・アグレ。
（2003年度のアメリカ人ノーベル賞受賞者と当時のジョージ・W・ブッシュ大統領）

ピーター・アグレ（Peter Agre、1949年1月30日 - ）は、アメリカ合衆国の医学博士、分子生物学者。2003年に、アクアポリンの発見により、ロデリック・マキノンとともにノーベル化学賞を受賞した。

## 来歴
ピーターはミネソタ州ノースフィールドで生まれ、ミネアポリスのアウクスバーク大学で学士を取り、1974年にメリーランド州ボルティモアのジョンズ・ホプキンス大学医学校で医学博士号を取得した。現在はノースカロライナ州ダーラムのデューク大学メディカルセンターで副学長をしている。2000年に全米科学アカデミーの、2003年にはアメリカ芸術科学アカデミーの会員に選ばれた。また、米国のための科学者・工学者（SEA）の設立メンバーの1人で、アドバイザリー委員会に所属している。2005年にカール・ラントシュタイナー記念賞、2016年にジョージ・M・コーバー・メダル受賞。
2007年5月18日、ピーターは民主党から2008年のアメリカ合衆国上院に立候補する考えがあることを表明したが、2007年8月29日、立候補を断念すると表明した。そのためアメリカ初の自然科学分野のノーベル賞受賞者を受賞した上院議員は誕生しなかった。
ピーターはアメリカのボーイスカウトに所属していて、賞ももらっている。また、物理学者の二人の兄弟も、息子もボーイスカウトである。また、クロスカントリースキーが趣味で、スウェーデンの大会などにも出場している。
学生の間では、ユーモアのセンスと謙虚な人柄で知られている。彼が謙虚なのは、父親が化学者であったにもかかわらず、最初の化学のテストでDの評価を取ったことや、彼の研究はRH式血液型の分子機構を解明することに端を発している。